# Achterdeck des Schiffs

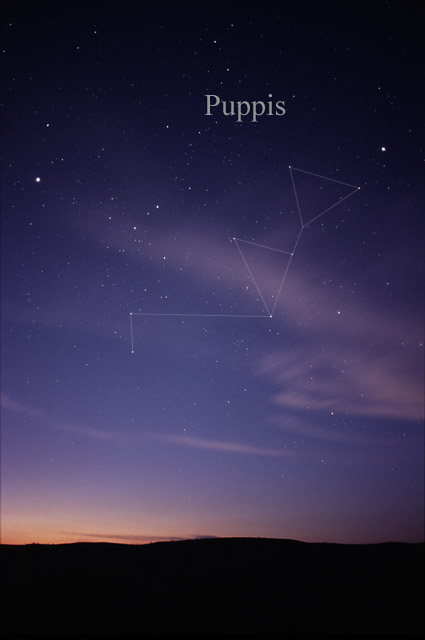
Das Sternbild, wie es mit bloßem Auge gesehen werden kann

Das  Achterdeck des Schiffs (lateinisch Puppis), auch Hinterdeck des Schiffes oder Hinterteil des Schiffes genannt, ist ein Sternbild des Südhimmels.

## Beschreibung
Das Achterdeck ist ein ausgedehntes Sternbild westlich und südlich des Großen Hundes (Canis Major). Vier seiner Sterne sind heller als die 3. Größenklasse.
Durch den westlichen Teil zieht sich das Band der Milchstraße, daher findet man im Achterdeck mehrere offene Sternhaufen, wie M46, M47 und M93.
Aufgrund seiner Lage kann das Sternbild von Europa aus vollständig nur im äußersten Süden gesehen werden (Südspanien, Sizilien, Peloponnes). Von Mitteleuropa aus steigt das Sternbild bis etwas südlich zur Mitte.

## Geschichte
Das Achterdeck des Schiffs ist Teil des antiken Sternbildes Argo Navis, das zu den 48 von Ptolemäus beschriebenen Sternbildern gehörte.
Der französische Astronom Lacaille unterteilte das sehr ausgedehnte und unübersichtliche Sternbild im Jahre 1763 in die Sternbilder Kiel des Schiffs (Carina), Segel des Schiffs (Vela) und Achterdeck. Dabei wurden die ursprünglichen Sternbezeichnungen beibehalten, so dass jeder griechische Buchstabe in den drei Sternbildern nur einmal vorkommt. Daher gibt es einen Stern α Carinae (Canopus), jedoch keine Sterne α Puppis oder α Velorum.
Der Niederländer Petrus Plancius, der für seine Sternbilder meist christliche Motive verwandte, schlug für die Sterne zwischen dem Achterdeck und dem Großen Hund das Sternbild Gallus (Hahn) vor. Es sollte den Hahn darstellen, dessen Krähen Jesus Christus zeigte, dass sein Jünger Petrus ihn dreimal verraten hatte. Das Sternbild setzte sich jedoch nicht durch.

## Mythologie
Argo Navis war in der griechischen Mythologie das Schiff des Jason und seiner Gefährten, den Argonauten, die das goldene Vlies, ein goldfarbenes Widderfell suchten. Jason, Sohn des Königs Aison von Thessalien war von seinem Halbbruder Pelias um die Thronfolge gebracht worden. Jason sollte den Thron wieder erhalten, wenn er Pelias das goldene Vlies brachte – eine schier unlösbare Aufgabe, da das sagenhafte Fell in einem heiligen Hain in Kolchis von einem todbringenden Drachen bewacht wurde. Mit Hilfe der Königstochter Medea gelangte Jason jedoch in den Besitz des Fells. Das Schiff Argo und das Vlies wurden in den Himmel versetzt, Letzteres als Sternbild Widder.
Im alten Ägypten war die Konstellation ebenfalls ein Schiff, mit dem ihr Gott Osiris fuhr.

## Himmelsobjekte

### Sterne
| B   | F  | Namen o. andere Bezeichnungen | Größe (mag) | Lj       | Spektralklasse  |
| --- | -- | ----------------------------- | ----------- | -------- | --------------- |
| ζ   |    | Naos, Suhail Hadar            | 2,21        | ca. 1100 | O5 IAf          |
| π   |    | Pi Puppis                     | 2,7         | ca. 800  | K3 Ib           |
| ρ   | 15 | Rho Puppis                    | 2,83        | 64       | F6 IIp          |
| τ   |    | Tau Puppis                    | 2,94        | 182      | K1 III          |
| ν   |    | Ny Puppis                     | 3,17        | ca. 400  | B8 III          |
| σ   |    | Hadir                         | 3,25        | ca. 194  | K5 III          |
| ξ   | 7  | Azmidiske (Aspidiske)         | 3,34        | ca. 1200 | G6 Ia           |
| c   |    | c Puppis                      | 3,6         | ca. 1000 | K5 IIa + ca. B9 |
| a   |    |                               | 3,7         | ca. 350  | K1-2 II + A0    |
| l   | 3  | HD 62623                      | 3,9         |          | A2 Iab          |
| P   |    | HD 63922                      | 4,1         |          | B0 III          |
| j   | 11 |                               | 4,2         |          | F7 + F8 II      |
| J   |    |                               | 4,2         |          | B0.5 Ib         |
| ο   |    | Omikron Puppis                | 4,4         |          | B1 IV:nne       |
| 400 | 16 |                               | 4,4         |          | B5 V            |

Der hellste Stern ζ Puppis ist ein extrem leuchtkräftiger Überriese der Spektralklasse O5 in 1100 Lichtjahren Entfernung. Er besitzt etwa die 60fache Masse, den 40fachen Durchmesser und die 790.000fache bolometrische Leuchtkraft unserer Sonne. Sein Eigenname Naos stammt aus dem Griechischen und bedeutet „Schiff“.

### Doppelsterne
| System | Größen (mag) | Abstand |
| ------ | ------------ | ------- |
| π      |              |         |
| ξ      | 3,3 / 5,3    | 288"    |
| k      | 4,5 / 4,8    | 9,9"    |
| n      | 5,8 / 5,9    | 9,7"    |
| ν      | 4,7 / 5,1    | 240"    |

Pi Puppis, der zweithellste Stern, ist ein Doppelsternsystem, in rund 800 Lichtjahren Entfernung. Es handelt sich um einen orange leuchtenden Überriesen, der von einem weiß leuchtenden Stern begleitet wird.
Das System Xi Puppis ist ca. 1200 Lichtjahre entfernt und besteht aus zwei Sternen der Spektralklassen G3 und G0. Aufgrund ihres weiten Winkelabstandes von 288 Bogensekunden können sie bereits mit einem Prismenfernglas beobachtet werden.
Bei k Puppis handelt es sich um einen optischen Doppelstern, gebildet von HR 2948 (k1) und HR 2949 (k2).

### Veränderliche Sterne
| Stern | Größe (mag)                 | Periode    | Typ                           |
| ----- | --------------------------- | ---------- | ----------------------------- |
| L²    | 2,6 bis 7,54                | 140,6 Tage | Halbregelmäßig Veränderlicher |
| RS    | 7,0 (Spektralklasse: F8Iab) | 41,4 Tage  | Cepheiden                     |

L2 Puppis ist ein 198 Lichtjahre entfernter Halbregelmäßig Veränderlicher Stern, der seine Helligkeit über einen Zeitraum von etwa 140 Tagen ändert. Er ist ein rötlicher Stern der Spektralklassen M5IIIe−M6IIIe. Während des Maximums ist er auffällig hell, im Minimum kann er unter günstigen Sichtbedingungen gerade noch mit bloßem Auge wahrgenommen werden.
RS Puppis ist ein veränderlicher Riesenstern vom Typ der Delta-Cepheiden und der einzige bekannte dieses Typs, der in einen aus feinem Staub bestehenden Reflexionsnebel eingebettet ist. Durch diesen Nebel konnte seine Entfernung sehr genau bestimmt werden zu 6500±90 Lichtjahren. Er ist etwa 200-mal größer, 10-mal schwerer und 15.000-mal leuchtstärker als unsere Sonne.

### Messier- und NGC-Objekte
| Messier (M) | NGC  | sonstige | Größe (mag) | Typ                  | Name |
| ----------- | ---- | -------- | ----------- | -------------------- | ---- |
| 46          | 2437 |          | 6,5         | Offener Sternhaufen  |      |
| 47          | 2422 |          | 4,5         | Offener Sternhaufen  |      |
| 93          | 2447 |          | 6,5         | Offener Sternhaufen  |      |
|             | 2298 |          | 9,3         | Kugelsternhaufen     |      |
|             | 2423 |          | 6,5         | Offener Sternhaufen  |      |
|             | 2438 |          | 10,5        | Planetarischer Nebel |      |
|             | 2451 |          | 3,0         | Offener Sternhaufen  |      |
|             | 2477 |          | 6,0         | Offener Sternhaufen  |      |
|             | 2539 |          | 6,5         | Offener Sternhaufen  |      |
|             | 2546 |          | 6,5         | Offener Sternhaufen  |      |

Im Achterdeck befindet sich eine Reihe von offenen Sternhaufen.
Drei nahm der französische Astronom und Kometenjäger Charles Messier in seinen Katalog nebliger Objekte (Messierkatalog) auf.
M 46 ist ein Sternhaufen in ca. 6000 Lichtjahren Entfernung. Im Teleskop wird eine Vielzahl von Sternen sichtbar.
Im nördlichen Teil von M 46 sieht man im Teleskop den planetarischen Nebel NGC 2438, die abgestoßene Gashülle eines Sterns. Der Nebel gehört allerdings nicht zu dem Sternhaufen, da er mit einer Entfernung von 4000 Lichtjahren wesentlich näher ist.
M 47 ist ca. 1800 Lichtjahre entfernt. Er ist bereits mit bloßem Auge als nebliges Fleckchen erkennbar. Bei niedriger Vergrößerung bietet er im Teleskop einen sehr schönen Anblick. Es handelt sich um einen relativ jungen Sternhaufen mit leuchtkräftigen bläulichen Sternen.
M 93 ist ca. 4000 Lichtjahre entfernt. Mit einem Teleskop kann man etwa 50 Sterne wahrnehmen.
NGC 2451 ist der hellste Sternhaufen im Achterdeck und mit bloßem Auge deutlich erkennbar. Aufgrund seiner südlichen Lage kann er allerdings von Mitteleuropa aus nicht beobachtet werden. Er ist ca. 5000 Lichtjahre entfernt.